# Magnum, P.I.
Magnum, P.I. is een Amerikaanse televisieserie over de avonturen van Thomas Magnum (Tom Selleck), een privédetective op Hawaï. Selleck en bijrolspeler John Hillerman (als Higgins) wonnen voor hun rollen ieder zowel een Emmy Award als een Golden Globe. De serie gaat over misdaad en drama maar heeft ook een duidelijke komische kant.

## Verhaal

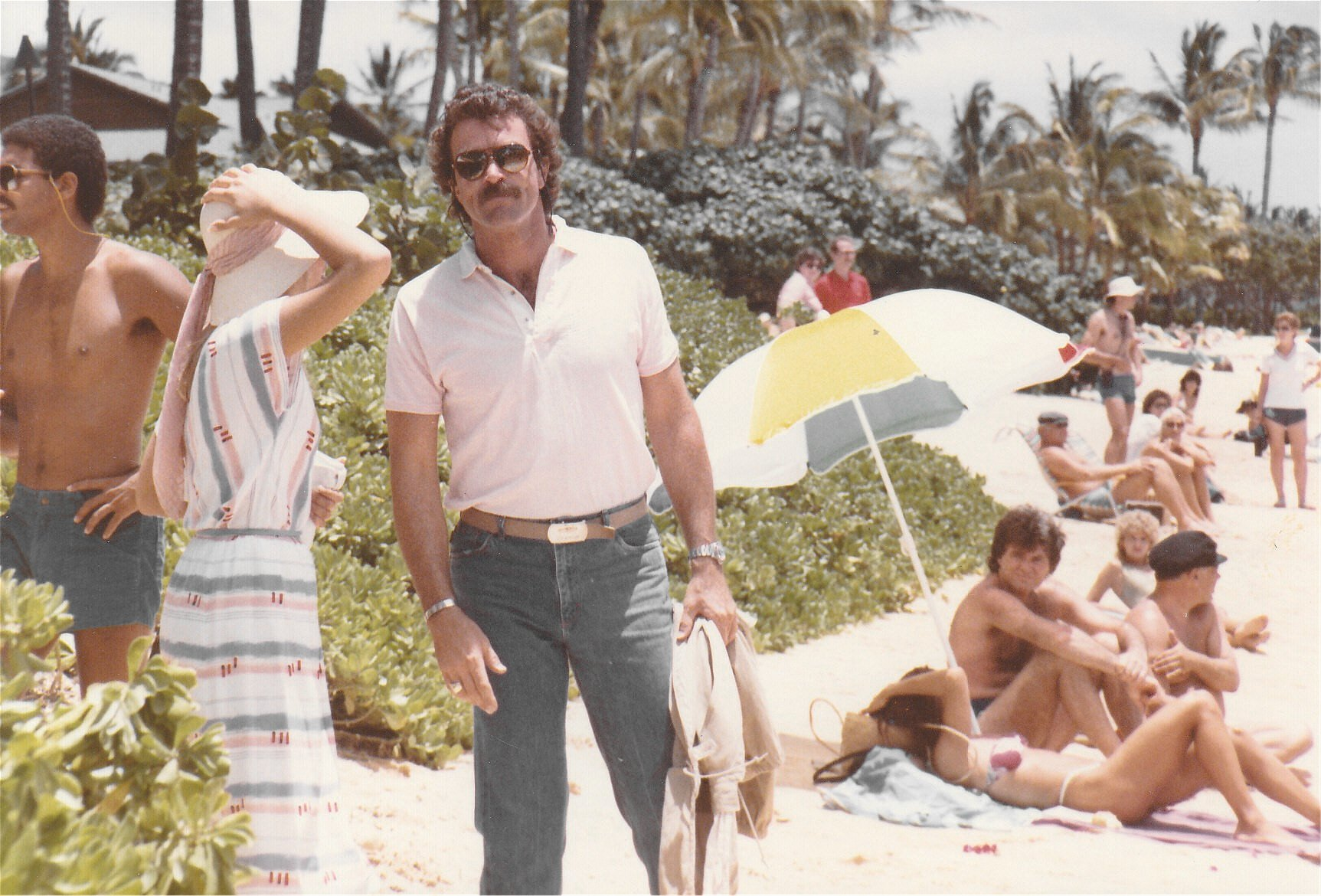
Tom Selleck als Thomas Sullivan Magnum IV.

Thomas Sullivan Magnum IV is een gewezen US Navy SEAL, Vietnamoorlog-veteraan en een gewezen officier van het Office of Naval Intelligence, die beloond is met het Navy Cross. Hij heeft een sterke afkeer van de benaming "Private Eye" of "privé-detective".
Hij woont in het luxueuze gasthuis (Robin's Nest) met zicht op zee op het eiland Oahu op uitnodiging van de eigenaar Robin Masters, een bekende auteur van spannende boeken wiens gezicht men nooit te zien krijgt. In aflevering 17 van het eerste seizoen krijgen we zijn personage wel eenmaal uit de verte van achteren te zien, nadat Higgins hem al enkele keren aan de telefoon had gehad, en aan het eind eventjes met hem van plaats wisselt om een crimineel te misleiden. In ruil voor onderhoud en bewaking van het landgoed mag Magnum er verblijven. Magnum komt en gaat wanneer hij wil. Hij werkt enkel als hij er zin in heeft. Hij heeft een Ferrari 308 GTS tot zijn beschikking, alsmede een eindeloze voorraad aan bier en de andere luxe artikelen die Masters ter beschikking stelt. Bovendien komt hij in contact met talloze mooie vrouwen, soms zijn ze klant of slachtoffer. Vaak wordt hij dan ook zelf slachtoffer van deze mooie vrouwen.
Magnum is een vechter en zeker niet bang aangelegd maar tegelijkertijd ook onhandig zonder zijn eigenwaarde te verliezen. Hij wordt gekenmerkt door zijn dikke snor, zijn alohashirts, baseball caps van de Amerikaanse marine en de Detroit Tigers en hij draagt regelmatig veel te krappe korte broeken. Magnum drinkt altbier uit de ijskast in zijn slaapkamer en is vreemd genoeg gehecht aan een rubberen kip. In bijna elke aflevering wordt het verhaal op verschillende momenten aan elkaar gepraat door Magnum zelf als voice-over ook maakt hij af en toe oogcontact met de camera.
Robin's Nest wordt gerund door de Engelsman Jonathan Quayle Higgins III (John Hillerman), een ex-sergeant-majoor van het Britse Leger en wordt bijgestaan en bewaakt door twee zeer goed getrainde Dobermanns, Apollo en Zeus, ook wel "the lads" (de jongens) genoemd. Het klikt niet goed tussen Magnum en Higgins. De twee kibbelen doorlopend met elkaar, bijna alsof ze een te lang getrouwd stel zijn en Magnum moet steeds onderhandelen over het gebruik van allerlei voorzieningen van het landhuis, hetgeen voor een komische noot zorgt. Na verloop van tijd ontstaat er toch een band tussen de twee. Naar het einde van de serie toe krijgt Magnum steeds meer het vermoeden dat Higgins en Masters dezelfde persoon zijn. In de laatste aflevering geeft Higgins ostentatief toe dat hij Robin Masters is, met de conclusie dat hij nogal geheimzinnig verdergaat met zijn toegeving, hij verklaart vervolgens aan Magnum dat hij gelogen heeft over Robin Masters. Men liet de kijker zich afvragen of hij nu gelogen had over Robin of loog over het zijn van Robin. Hierin wordt dus afgeweken van de twist in het eerste seizoen, waarin Robin Masters en Higgins in aflevering 17 beiden optreden, zij het nog steeds omgeven met een mysterie aangezien we ze nooit tegelijk te zien krijgen en ook Masters' gezicht niet in beeld komt.

### Magnums vrienden
Magnum krijgt bij het oplossen van zijn zaken vaak hulp van zijn twee beste vrienden, die hij tijdens de Vietnamoorlog heeft leren kennen. Ze hebben alle drie dezelfde gouden ring met een Croix de Lorraine op een zwarte achtergrond, als teken van oorlogskameraadschap. De vrienden zijn:
- Theodore "T.C." Calvin (Roger E. Mosley), een helikopterpiloot die een toeristisch charterbedrijfje runt genaamd Island Hoppers. Magnum doet dan ook veel beroep op zijn vecht- en vliegtalenten tijdens onderzoeken. T.C. was tijdens de oorlog boordschutter op een helikopter.
- Oliver Wilbur Richard "Rick" Wright (Larry Manetti), een kleine playboy en manager van de King Kamehameha club, een club die strikt members-only is. In de pilot van de serie was Rick eigenaar van Rick's Cafe Americaine, een verwijzing naar de film Casablanca. Rick heeft contacten met mensen uit het misdaadmilieu. Eén daarvan is Francis "Icepick" Hofstettles, een woekeraar met maffiacontacten, en Ricks stiefvader. Rick is tevens de wapenexpert.

## Productie
Het idee voor de serie ontstond door een ontmoeting tussen scenarioschrijver Donald Bellisario en Tom Selleck. Selleck wilde een rol spelen waarin hij eens een keer niet de macho leidersfiguur moest spelen maar waar hij ook gewoon onhandig en humoristisch kon zijn. Bellisario was zelf bezig met een serie genaamd H H Flynn over drie bevriende Vietnamveteranen, een piloot, een clubeigenaar en een privédetective. Omdat Glen A. Larson de twee bij elkaar had gebracht maar Larson en Selleck niet met elkaar door één deur konden besloten Bellisario en Larson dat ze de creatieve rechten zouden delen en dat Bellisario de scripts zou schrijven. CBS wilde dat de serie op Hawaï opgenomen werd omdat hier al voorbereidingen waren getroffen voor de opnames van een andere politieserie Hawaii Five-O die niet meer door ging. Bellisario herschreef het verhaal naar Hawaï, zonder er ooit geweest te zijn en liet zich inspireren door een reisgids uit 1954. Toen hij Hawaï bezocht was hij geschokt door de vele hoogbouw die er in de jaren vijftig nog niet was. Hij besloot dat de serie de rustige sfeer van de jaren vijftig moest uitstralen waardoor er weinig hoogbouw en drukke wegen gefilmd werden maar in plaats daarvan smalle wegen, huizen, maisvelden en lege stranden. Overigens wordt in een van de afleveringen (Flashback) het oude Hawaï getoond wanneer Magnum wakker wordt in 1936.
Tijdens de eerste seizoenen van Magnum werd de stem van Robin Masters (gebruikt voor enkele keren per seizoen) vertolkt door Orson Welles; de producers van de serie wilden graag Welles onthullen als de geheimzinnige Robin Masters, maar Welles stierf voor het einde van de serie. Aan het eind van het zevende seizoen wordt Magnum gedood om daarmee de serie te beëindigen. Later werd, o.a. door protesten van fans, een achtste seizoen geproduceerd waarin hij weer tot leven kwam.

## Culturele impact
Magnum P.I. is een combinatie van actie, comedy en drama. De impact van de show reikte verder dan de simpele plots van het personage dat telkens de misdaad van de week oploste. Ze maakte een aanklacht tegen de moeilijkheden die Vietnamoorlog-soldaten ondervonden met het zich terug aanpassen in en aan het burgerlijke leven. Een feit is dat Magnum P.I. een van de eerste series was die geregeld op zoek ging naar de impact van de Vietnamoorlog op de Amerikaanse culturele "psyche". Magnum P.I. was dan ook uniek in het medialandschap van Amerika in de jaren 1980.
De serie was de eerste die een positief beeld schetste over een Vietnam-veteraan. Magnum en zijn vrienden zijn niet beschaamd om in Vietnam gevochten te hebben. Ze hebben wel emotionele en lichamelijke littekens overgehouden aan die oorlog, maar alle drie kijken ze er op terug met trots. Het was een nieuwe benadering van de Vietnamveteraan: gewoonlijk werden deze in de Amerikaanse media geportretteerd als dolgedraaide soldaten zoals in de films First Blood en Apocalypse Now.
De serie kon heel kritisch zijn op de Amerikaanse regering, in het bijzonder het Central Intelligence Agency. Het communisme in Vietnam en de Sovjet-Unie was het doelwit in verschillende afleveringen.

### Intromuziek
De themamuziek van 'Magnum P.I' is een van de vele iconen in de televisiemuziek, geschreven door Mike Post en Pete Carpenter. Het thema maakte zijn debuut halverwege het eerste seizoen, het werd zelfs gebruikt om in al de vroegere afleveringen de openings- en afsluitingsmuziek te vervangen. De originele intromuziek van het eerste seizoen was gecomponeerd door Ian Fairbarne-Smith.

## Vervolgen
Aangezien succesvolle tv-reeksen vaak leiden tot films, werd ook lang gespeculeerd over een Magnum-film. Er deden zelfs geruchten de ronde dat er een schrijver en een producer waren aangesteld. Tom Selleck liet weten dat hij de rol van Magnum niet zou vertolken en van een film is het nooit gekomen.
In 2016 maakte ABC bekend aan een vervolgserie te werken rondom de dochter van Magnum, Lily Magnum. Het karakter Lily was al in vier afleveringen van de serie te zien. Dit werd gewijzigd tot een een reboot van de serie die op een aantal punten afwijkt van het origineel. Zo heeft de Magnum van Jay Hernandez geen snor, hooguit baardstoppels; alleen in aflevering 2 uit het eerste seizoen is hij met volle gezichtsbeharing te zien tijdens flashbacks naar zijn verleden in de Afghaanse oorlog. Higgins wordt gespeeld door de Welshe actrice Perdita Weeks. De serie werd in 2018 voor het eerst uitgezonden en is in Nederland sinds 2019 te zien bij Veronica en Net5 (vanaf 2021).

## Gastrollen

### Seizoen 1
- Judge Reinhold als matroos Wolfe (aflevering 1)
- Ted Danson als Stewart Crane (aflevering 14)
- Erin Gray als Ms. J. Digger Doyle (aflevering 17)

### Seizoen 2
- Mimi Rogers als Margo Perina (aflevering 15)

### Seizoen 3
- Morgan Fairchild als Catherine Hailey (aflevering 2)
- Donald Gibb als Harms (aflevering 3)
- Ernest Borgnine als Earl Gianelli (aflevering 8)
- Chris Penn als gewonde soldaat in Vietnam (aflevering 11)
- Annie Potts als Tracy Spencer (aflevering 18)
- Eric McCook als Prins Roland Martine van Turbia (aflevering 21)

### Seizoen 4
- Shannen Doherty als Ima Platt (aflevering 8)

### Seizoen 5
- Sharon Stone als Diane/Deidre Dupres (aflevering 1&2)

### Seizoen 6
- Brandon Call als Karens zoon Billy (aflevering 6)
- Ron Wood als baliebediende van Kono Hotel (aflevering 8)

### Seizoen 7
- Dana Delany als Cynthia Farrell (aflevering 1)
- Annie Potts als Tracy Spencer (aflevering 4)
- Angela Lansbury als Jessica Fletcher (aflevering 9)
- Frank Sinatra als gepensioneerde agent Michael Doheny (aflevering 17)
- Dana Delany als Cynthia Farrell (aflevering 18)
- Katherine Kelly Lang als huishoudster Lani (aflevering 19)

### Seizoen 8
- Jeff McKay Luitenant "Mac" MacKay (seizoen 1-3 & 7-8) als oplichter Jim Bonick (seizoen 5 & 6)

In sommige afleveringen speelde hij een dubbele rol.

## Afleveringen
Er zijn twee afleveringen waarbij een crossover wordt gedaan met andere series. In Novel Connection krijgen ze bezoek van Jessica Fletcher uit Murder, She Wrote en in Ki'i's Don't Lie werken ze samen met de hoofdpersonen uit Simon & Simon.
In de aflevering Did You See the Sunrise wordt Magnum geconfronteerd met een Russische tegenstander die hem in Vietnam een tijd lang gevangen had gehouden. In Déjà Vu reizen de hoofdpersonen af naar Engeland waar ze meer te weten komen over de familie van Higgins.

## Trivia

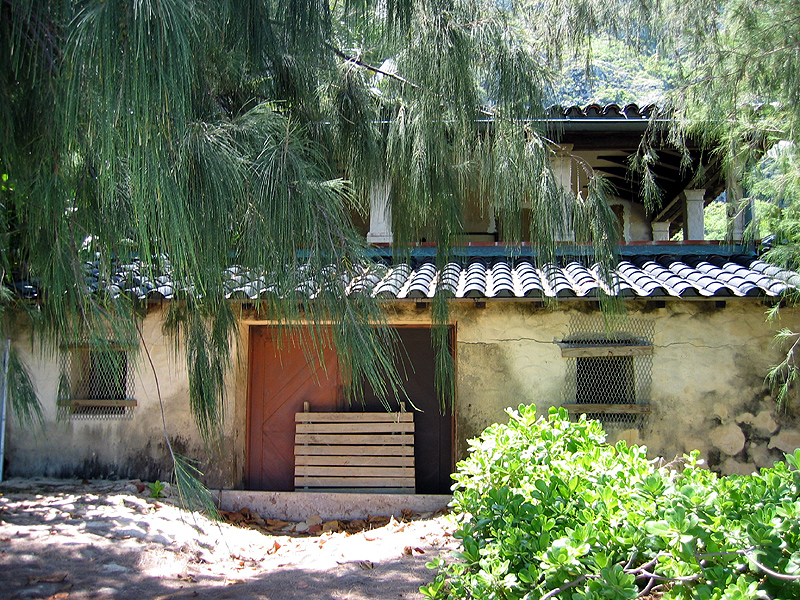
Het guesthouse van Magnum

- de reden waarom Magnum P.I opgenomen werd in Hawaï is omdat CBS de spullen van een van haar andere series Hawaii Five-O kon gebruiken. Hawaii Five-O was geschrapt door het netwerk. In de serie Magnum P.I. komt de politieafdeling Hawaii Five-O wel weer voor.
- Oorspronkelijk vroegen de producenten of Porsche een auto ter beschikking wilde stellen maar dit verzoek werd afgewezen. Hierna vond men een Ferrari 308. Later zou Ferrari de serie gaan sponsoren door in totaal zeventien auto's ter beschikking te stellen. De Ferrari 308 zou voortaan sterk met de serie geassocieerd worden.
- De nummerplaat 56E-478 op de Ferrari 308 GTS veranderde na de pilot-aflevering in ROBIN1.
- Tom Selleck werd ook benaderd om de rol van Indiana Jones te spelen in Raiders of the Lost Ark. Dit sloeg hij af omdat hij al beschikbaar moest zijn voor zijn rol in de serie. Door een staking zouden de opnames echter negen maanden worden opgeschort. Hierdoor had Selleck de film dus gewoon kunnen maken. De rol was echter al gegeven aan Harrison Ford.
- Gastacteur Frank Sinatra mocht zijn rol in de reeks zelf kiezen.
- Het huis ("Robin Master's Estate") waar de serie werd opgenomen, stond in Waimanalo in het zuidoosten van het eiland Oahu. In werkelijkheid heette het "The Anderson Estate". Het huis werd in 2018 afgebroken.
- In een aflevering van The Simpsons krijgt Homer van Lenny voor zijn kerst een dvd-speler en het eerste seizoen van Magnum P.I.

## Dvd
- Magnum PI seizoen 1 (2 december) (2004)
- Magnum PI seizoen 2 (14 oktober) (2005)
- Magnum PI seizoen 3 (20 juli) (2006)
- Magnum PI seizoen 4 (5 oktober) (2006)
- Magnum PI seizoen 5 (15 maart) (2007)
- Magnum PI seizoen 6 (14 juni) (2007)
- Magnum PI seizoen 7 (8 mei) (2008)
- Magnum PI seizoen 8 (31 juli) (2008)